# Orimarga (Orimarga) multipunctata
Orimarga (Orimarga) multipunctata is een tweevleugelige uit de familie steltmuggen (Limoniidae). De soort komt voor in het Neotropisch gebied.